# レツィエ3世
レツィエ3世（Letsie III、1963年7月17日 - ）は、レソトの国王（第2・4代）。本名はデイヴィッド・モハト・レツィエ・ベレン・セーイソ（David Mohato Letsie Bereng Seeiso）。

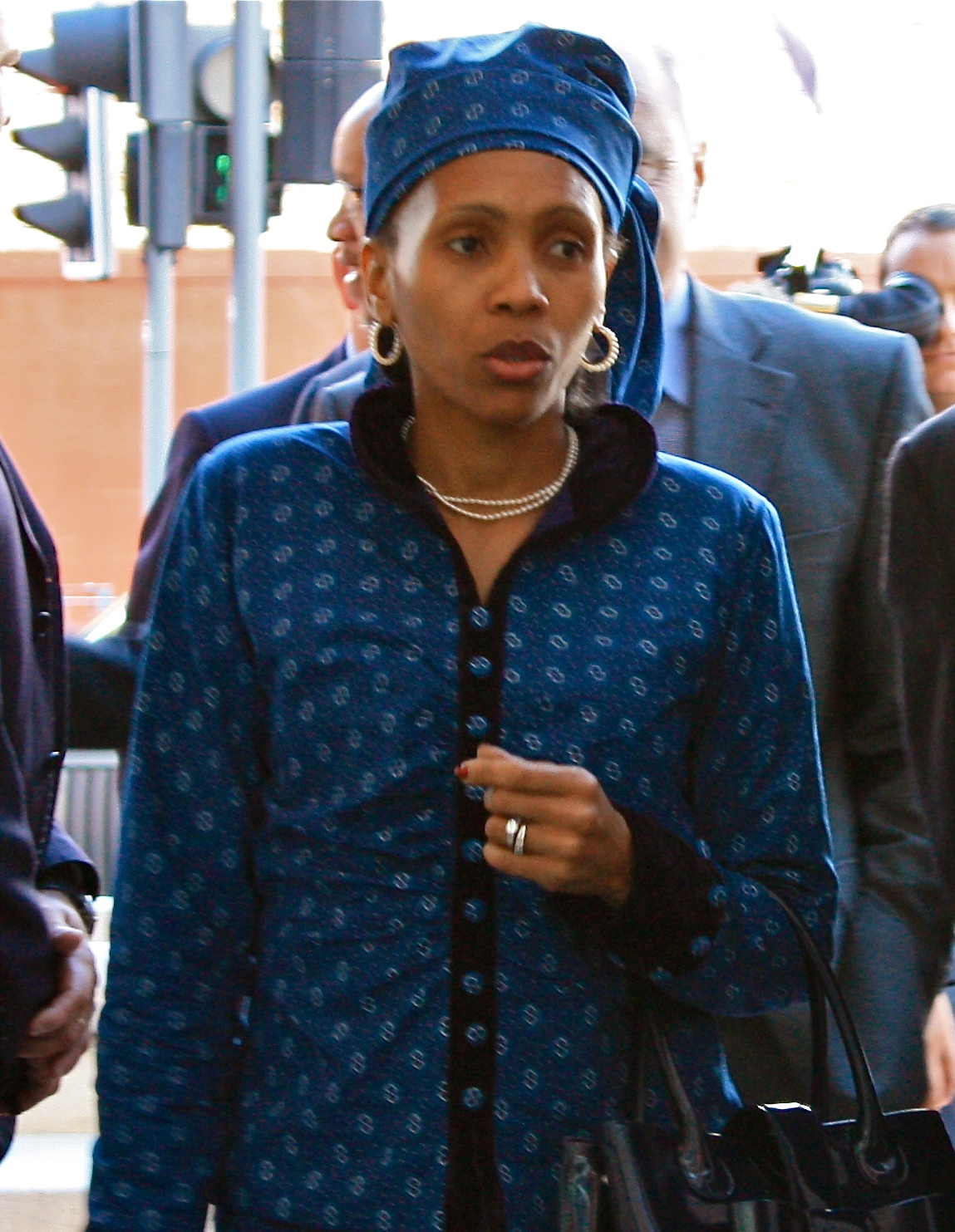
レツィエ3世王妃マセナテ・モハト・セーイソ

## 経歴
1966年、レソト王国の成立。父のモショエショエ2世が国王に即位したことに伴い王太子となる。
1990年、ジャスティン・レハンヤ率いる軍事政権がモショエショエ2世を追放、第2代国王に即位する。
1994年8月、首相のヌツ・モヘレとの対立から憲法を停止し、議会・内閣の解散を一方的に宣言する（レソト危機）。しかし、翌9月にはゼネラル・ストライキや抗議デモが発生し親政統治が困難になり、退位を余儀なくされる。
1995年1月、南アフリカを中心とした各国の調整によりモショエショエ2世が王位に復位、再び王太子へ。しかし翌年モショエショエ2世が交通事故で崩御したことに伴い第4代国王として復位。

## 外遊
- 2016年11月下旬、王妃マセナテ・モハト・セイーソ（英語版）と共にレソト国王としては27年ぶりに、レツィエ3世個人としては初めて訪日[1]。首都圏と関西に加えて、東日本大震災で被災した福島県相馬市に行幸し、相馬市役所で行われた内堀雅雄県知事や立谷秀清市長との会談で「今後も東日本大震災の被災者に気持ちを寄り添っていく」と述べた上で、「震災で県民や市民は大変な思いをしたが、復興に向け前に進んでいる。失われた命は戻らないが、復興に寄せる努力は犠牲者の鎮魂になり、今後の力になる」と復興に向かう福島県民を温かく激励した。また、国王王妃は相馬市滞在中に伝承鎮魂祈念館での慰霊碑への献花や松川浦環境公園での植樹なども行っている[2]。
- 2019年10月21日に迎賓館赤坂離宮で安倍晋三内閣総理大臣と会談を行い、翌22日の即位礼正殿の儀に参列した[3]。